# Tamale
Tamale (pronunciat [Tamalɛ]) oficialment anomenat Districte Metropolità de Tamale és la ciutat capital de la Regió Nord o Septentrional de Ghana.
Tamale és la tercera ciutat de Ghana i la segona més gran per la superfície que ocupa. La seva població el 2013 era de 562.919 habitants. És la ciutat de més ràpid creixement a l'Àfrica occidental. La ciutat està situada a 600 quilòmetres al nord d'Accra. La majoria dels residents de Tamale són musulmans, com es reflecteix en la multitud de mesquites a Tamale, en particular la Mesquita Central. Els sunnites i els ahmadiyya tenen les seves pròpies mesquites centrals, al nord del centre de la ciutat, al llarg de la carretera de Bolgatanga.
El 1907 la ciutat fou declarada capital del districte South del Protectorat dels Territoris del Nord, en lloc de Kintampo; el 1908 va ser establerta com a capital conjunta del territori, que fins aleshores era a Gambaga.
A 16 km a l'oest de Tamale es troba el Mole National Park, un lloc verge habitat per elefants i lleons.